# Praediniussingel

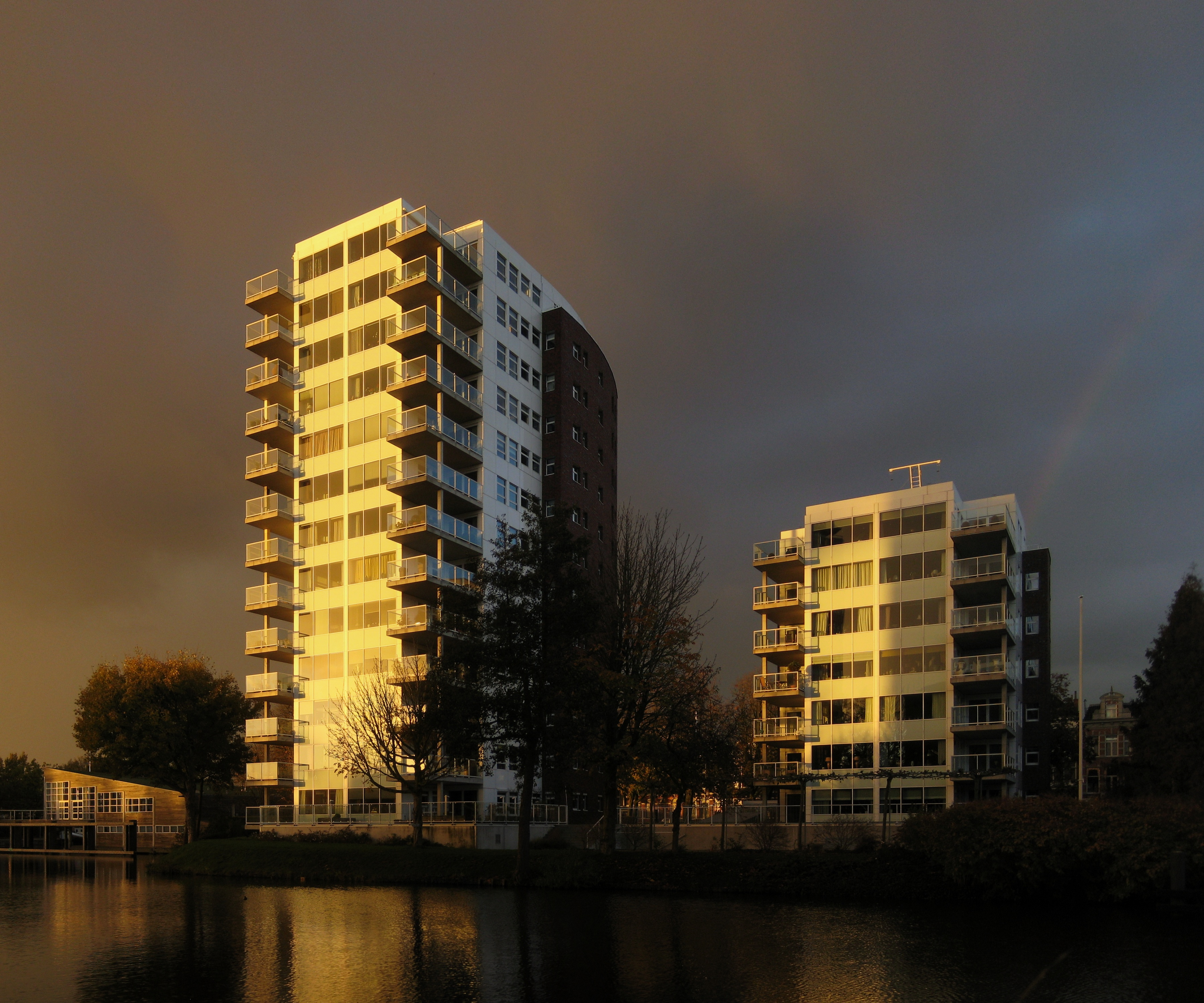
Appartementencomplex aan de Praediniussingel, gezien in 2012 vanaf de overzijde van het Verbindingskanaal. De gebouwen werden voltooid in 1999 en ontworpen door het Berlijnse architectenbureau Kleihues + Kleihues. Geheel links het door Gunnar Daan ontworpen gebouw van Roeivereniging De Hunze.

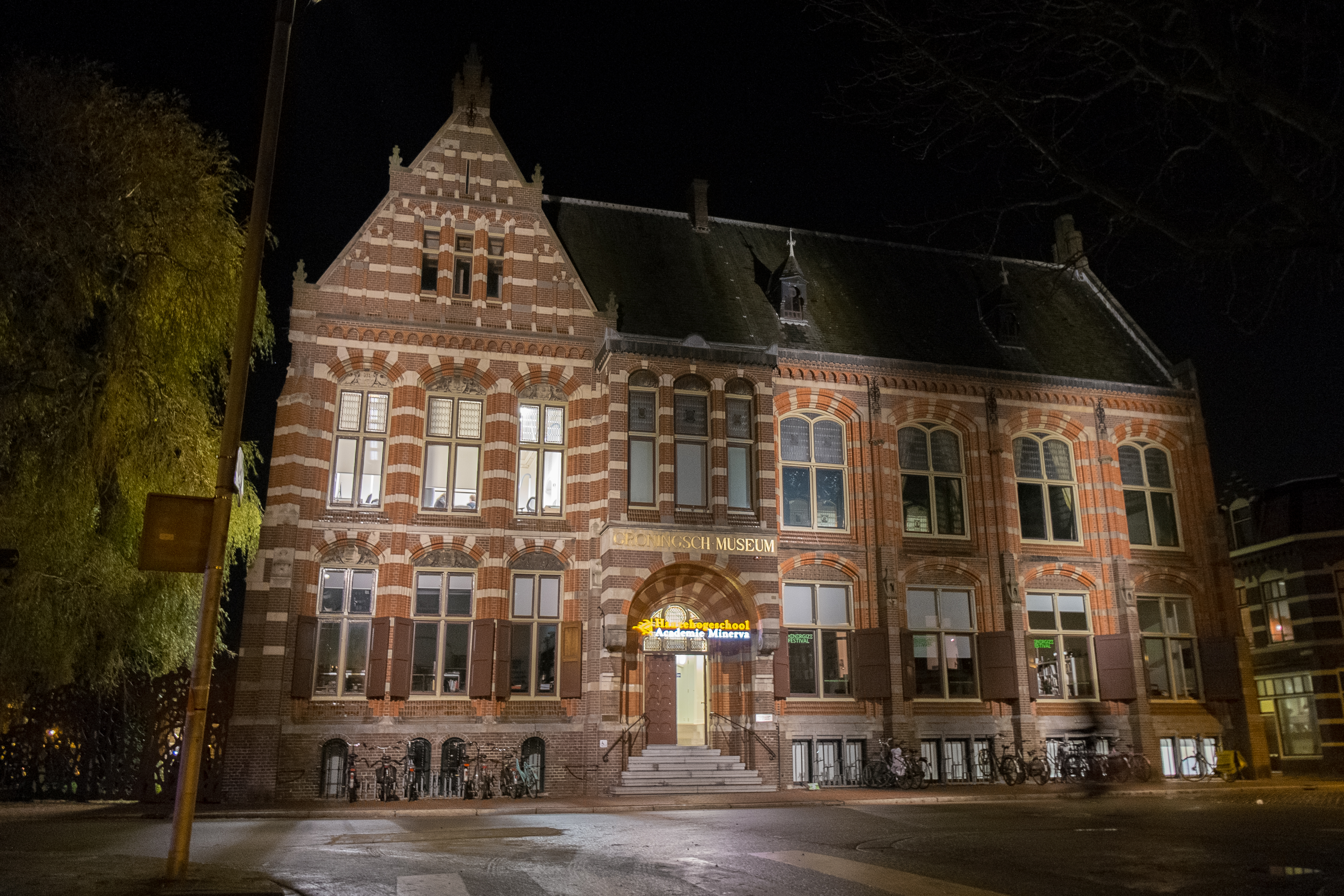
Het oude gebouw van het Groningsch Museum bij avond. Sinds 2009 is er een afdeling van de Academie Minerva van de Hanzehogeschool Groningen gehuisvest.

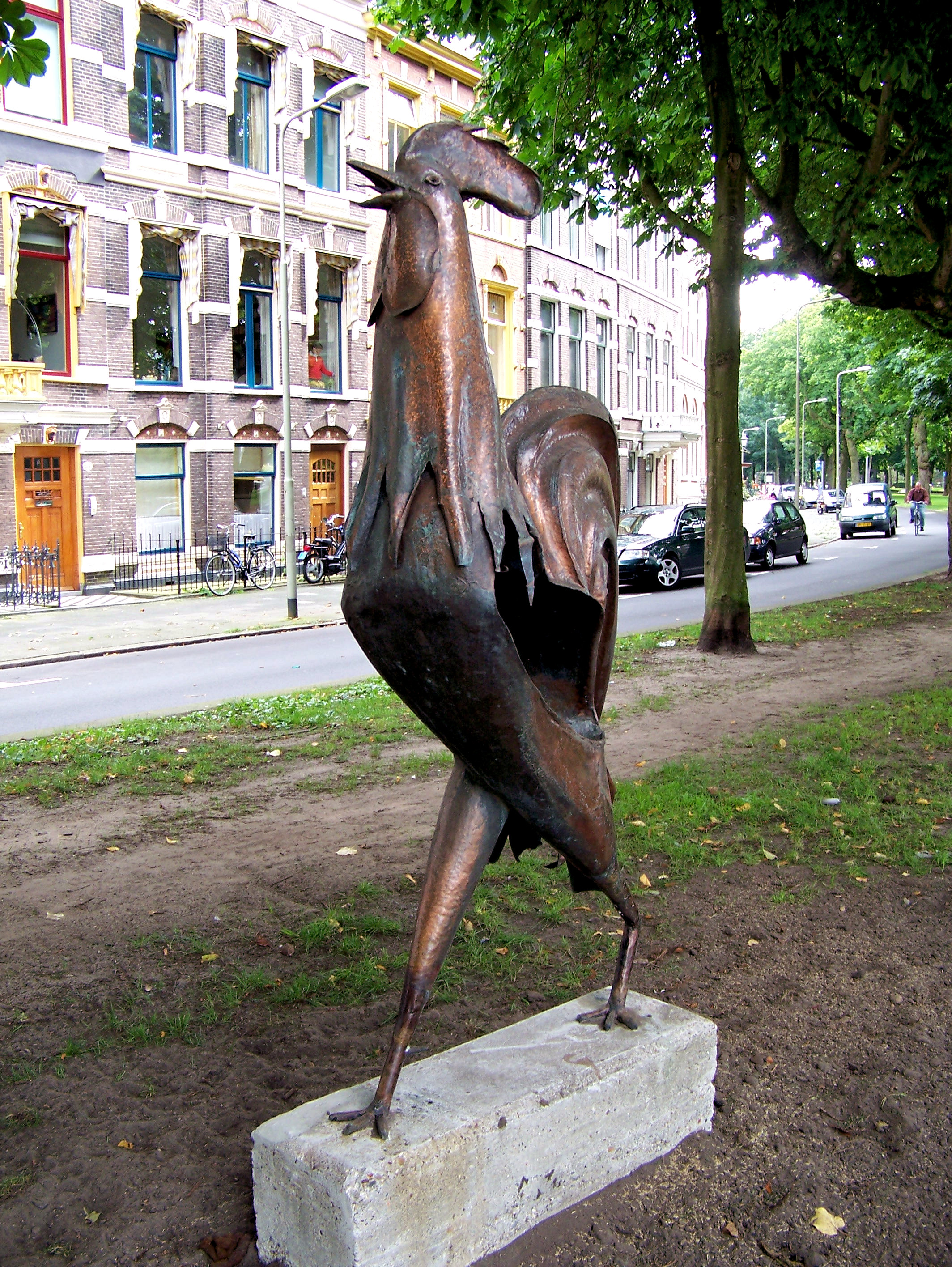
Haan (1979) van Klaas van Dijk aan de Praediniussingel (2008)

De Praediniussingel is een straat in het zuidwesten van het centrum van de stad Groningen.

## Beschrijving
De straat loopt van het Emmaplein tot aan de Museumbrug. Hij is aangelegd na de ontvesting van de stad in 1880-1882. De straat is genoemd naar Regnerus Praedinius (1510-1559), rector van de St. Maartensschool. Aan de zuidzijde was van 1893 tot 1965 het Diakonessenhuis gevestigd. Het hoofdgebouw van Roeivereniging De Hunze staat ook aan de Praediniussingel, evenals het oude gebouw van het Groninger Museum (van 1995 tot 2007 Natuurmuseum).

## Monumenten
De Praediniussingel maakt als geheel deel uit van het rijksbeschermd stadsgezicht Groningen. Daarnaast zijn er de volgende rijks- en gemeentelijke monumenten te vinden:
| Object                                                                              | Bouwjaar                         | Architect                                     | Monument  | Afbeelding |
| ----------------------------------------------------------------------------------- | -------------------------------- | --------------------------------------------- | --------- | ---------- |
| Praediniussingel 1 Herenhuis                                                        | 1891                             | J.P. Hazeu                                    | RM 486246 |            |
| Praediniussingel 3 Herenhuis                                                        | 1891                             |                                               | RM 486252 |            |
| Praediniussingel 5 Herenhuis                                                        | 1896                             | P. Belgraver                                  | RM 486259 |            |
| Praediniussingel 7 Herenhuis                                                        | 1896                             | P. Belgraver                                  | RM 486911 |            |
| Praediniussingel 9-11 Dubbel herenhuis                                              | 1892                             |                                               | GM 103138 |            |
| Praediniussingel 17 Herenhuis                                                       | 1896                             |                                               | RM 486265 |            |
| Praediniussingel 19 Herenhuis                                                       | 1896                             |                                               | RM 486917 |            |
| Praediniussingel 25 Herenhuis                                                       | 1897                             | P. Belgraver                                  | GM 103144 |            |
| Praediniussingel 35 Herenhuis                                                       | 1898                             | P. Belgraver                                  | RM 486278 |            |
| Praediniussingel 37 Herenhuis                                                       | 1898                             | P. Belgraver                                  | RM 486925 |            |
| Praediniussingel 59 voormalig Groninger Museum (1894-1995) Natuurmuseum (1995-2007) | 1894 (1ste fase) 1907 (2de fase) | C.H. Peters                                   | RM 486286 |            |
| Museumbrug                                                                          | 1937-'38                         | S.J. Bouma (brug) Willem Valk (beeldhouwwerk) | GM 103766 |            |

Achter de Muur · 
Akerkhof · 
Akerkstraat · 
Broerstraat · 
Brugstraat ·
Bruine Ruiterstraat ·
Burchtstraat · 
Butjesstraat ·
Carolieweg ·
Coehoornsingel · 
Donkersgang · 
Driften · 
Emmaplein · 
Folkingestraat · 
Folkingedwarsstraat ·
Ganzevoortsingel · 
Gasthuisstraatje ·
Gedempte Kattendiep ·
Gedempte Zuiderdiep ·
Gelkingestraat ·
Grote Kromme Elleboog ·
Grote Markt ·
Guldenstraat ·
Guyotplein ·
Haddingestraat ·
Haddingedwarsstraat ·
Hardewikerstraat ·
Hereplein · 
Herebinnensingel ·
Heresingel ·
Herestraat ·
Hoekstraat ·
Hofstraat ·
Hoge der A ·
Hoogstraatje ·
Jacobijnerstraat ·
Kleine der A ·
Kattenhage ·
Kleine Kromme Elleboog ·
't Klooster ·
Kostersgang ·
Koude Gat ·
Kreupelstraat ·
Kwinkenplein ·
De Laan ·
Lage der A ·
Lopende Diep ·
Lutkenieuwstraat ·
Marktstraat ·
Martinikerkhof ·
Munnekeholm ·
Muurstraat ·
Naberstraat ·
Nieuwe Boteringestraat ·
Nieuwe Ebbingestraat ·
Nieuwe Kerkhof ·
Nieuwe Kijk in 't Jatstraat ·
Nieuwe Markt ·
Nieuwstad ·
Noorderhaven ·
Oosterstraat ·
Ossenmarkt ·
Oude Boteringestraat ·
Oude Ebbingestraat ·
Oude Kijk in 't Jatstraat ·
Papengang ·
Pausgang · 
Pelsterstraat ·
Peperstraat ·
Poelestraat ·
Praediniussingel ·
Rademarkt ·
Radesingel ·
Reitemakersrijge ·
Rode Weeshuisstraat ·
Schoolstraat · 
Schoolholm · 
Schuitemakersstraat ·
Schuitendiep · 
Sieboldsgang · 
Singelstraat · 
Sint Jansstraat ·
Sint Walburgstraat ·
Spilsluizen ·
Stationsstraat ·
Steentilstraat ·
Stoeldraaierstraat · 
Torenstraat · 
Turfstraat ·
Turfsingel ·
Turftorenstraat ·
Ubbo Emmiussingel ·
Vismarkt ·
Visserstraat ·
Waagstraat ·
Zoutstraat ·
Zwanestraat